# Pravidla šachů
Standardní pravidla hry šach jsou v současnosti definována Mezinárodní šachovou federací FIDE.

## Výbava
Základní potřebou je šachovnice, čtvercová deska 8×8 polí, která jsou střídavě tmavá a světlá (tato vlastnost není pro hru kritická, používá se hlavně pro usnadnění orientace). Na desku lze pohlížet jako na 8 sloupců a 8 řad. Na desce je také možno sledovat diagonály (úhlopříčky), šikmé posloupnosti polí stejné barvy. (Dvě nejdelší z nich se označují jako hlavní diagonály.) Sloupce se označují zleva doprava (z pohledu bílého) písmeny a–h, řady zepředu dozadu číslicemi 1–8 (opět z pohledu bílého, tzn. řada, která je bílému nejblíž, má číslo 1). Pomocí kombinace příslušného písmene a čísla je možné jednoznačně pojmenovat libovolné pole šachovnice.

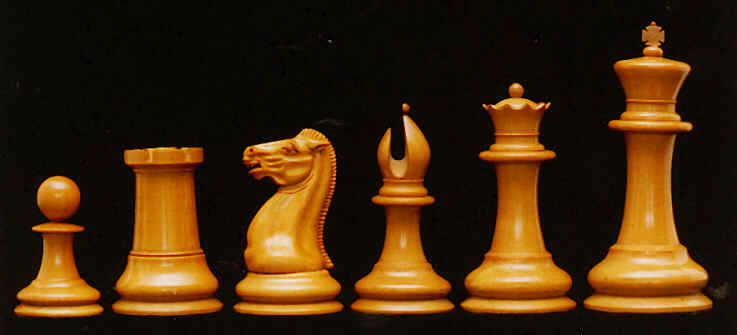
Zleva: pěšec, věž, jezdec, střelec, dáma a král.

Dále jsou ke hře potřeba dvě sady kamenů (figur) – bílé a černé. Každá sada obsahuje
- 8 pěšců
- 2 věže
- 2 střelce
- 2 jezdce
- 1 dámu
- 1 krále

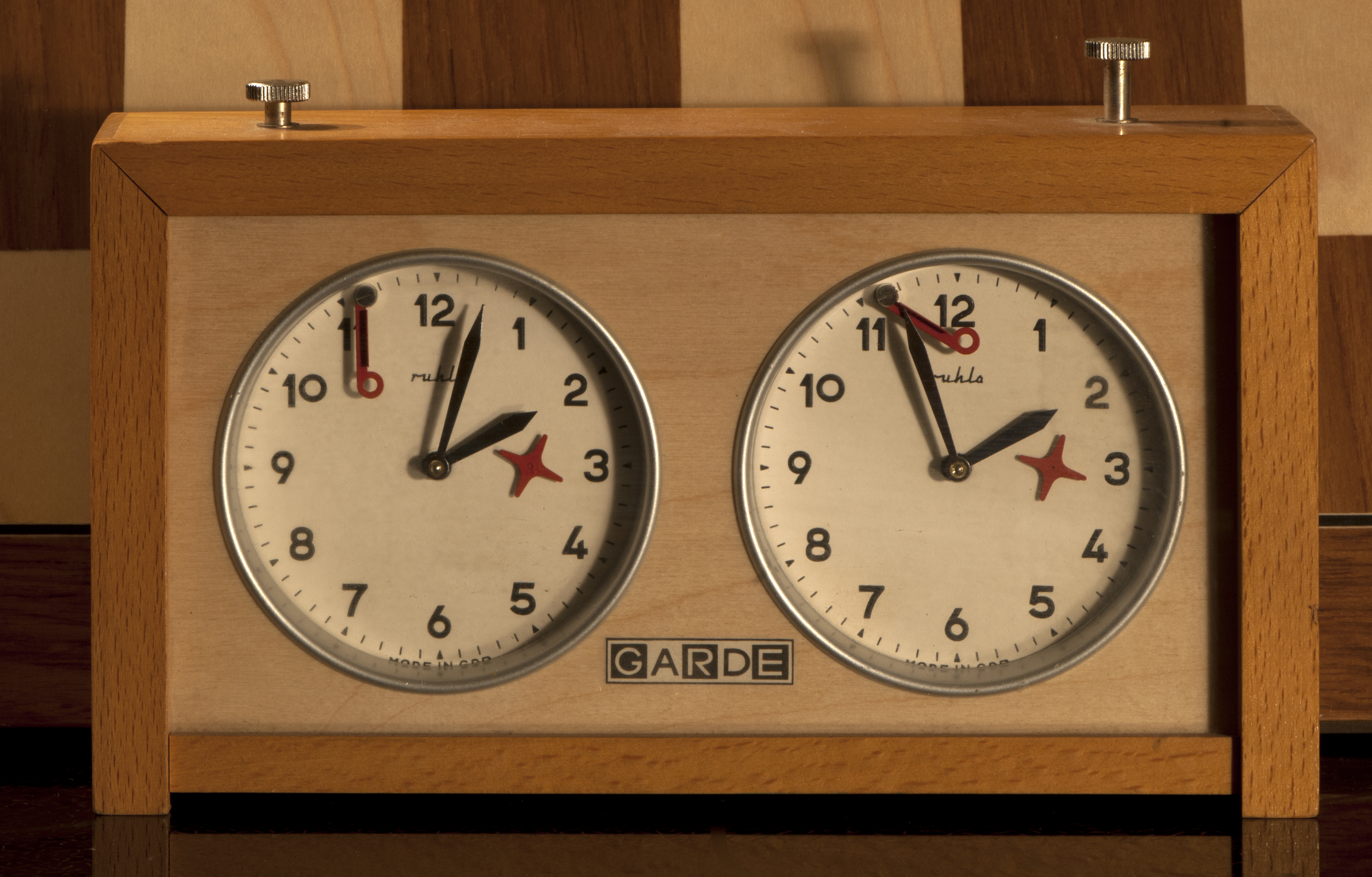
Šachové hodiny

V soutěžních zápasech se obvykle hraje s časovým limitem. K jeho měření se používají specializované šachové hodiny, které měří oběma hráčům čas nezávisle, pouze tehdy, když je hráč na tahu. Jakmile hráč tah provede, stisknutím tlačítka na své straně hodin svoje hodiny zastaví a spustí soupeřovy. Na hodinách je též vidět signalizace překročení časového limitu (tzv. praporek) a která strana hodin je v chodu.
Pro oficiální soutěže má FIDE standardy pro šachovnici i kameny týkající se velikostí, tvaru, barvy, stability a celkové formy. Další standardy se týkají šachových hodin, elektronických partiářů, stolů a hrací místnosti.

## Pravidla hry
Pravidla hry jsou již půl tisíciletí ustálena.

### Počáteční postavení
|   | a | b | c | d | e | f | g | h |   |
| 8 | a8 černý věž · b8 černý jezdec · c8 černý střelec · d8 černý dáma · e8 černý král · f8 černý střelec · g8 černý jezdec · h8 černý věž · a7 černý pěšec · b7 černý pěšec · c7 černý pěšec · d7 černý pěšec · e7 černý pěšec · f7 černý pěšec · g7 černý pěšec · h7 černý pěšec · a2 bílý pěšec · b2 bílý pěšec · c2 bílý pěšec · d2 bílý pěšec · e2 bílý pěšec · f2 bílý pěšec · g2 bílý pěšec · h2 bílý pěšec · a1 bílý věž · b1 bílý jezdec · c1 bílý střelec · d1 bílý dáma · e1 bílý král · f1 bílý střelec · g1 bílý jezdec · h1 bílý věž | a8 černý věž · b8 černý jezdec · c8 černý střelec · d8 černý dáma · e8 černý král · f8 černý střelec · g8 černý jezdec · h8 černý věž · a7 černý pěšec · b7 černý pěšec · c7 černý pěšec · d7 černý pěšec · e7 černý pěšec · f7 černý pěšec · g7 černý pěšec · h7 černý pěšec · a2 bílý pěšec · b2 bílý pěšec · c2 bílý pěšec · d2 bílý pěšec · e2 bílý pěšec · f2 bílý pěšec · g2 bílý pěšec · h2 bílý pěšec · a1 bílý věž · b1 bílý jezdec · c1 bílý střelec · d1 bílý dáma · e1 bílý král · f1 bílý střelec · g1 bílý jezdec · h1 bílý věž | a8 černý věž · b8 černý jezdec · c8 černý střelec · d8 černý dáma · e8 černý král · f8 černý střelec · g8 černý jezdec · h8 černý věž · a7 černý pěšec · b7 černý pěšec · c7 černý pěšec · d7 černý pěšec · e7 černý pěšec · f7 černý pěšec · g7 černý pěšec · h7 černý pěšec · a2 bílý pěšec · b2 bílý pěšec · c2 bílý pěšec · d2 bílý pěšec · e2 bílý pěšec · f2 bílý pěšec · g2 bílý pěšec · h2 bílý pěšec · a1 bílý věž · b1 bílý jezdec · c1 bílý střelec · d1 bílý dáma · e1 bílý král · f1 bílý střelec · g1 bílý jezdec · h1 bílý věž | a8 černý věž · b8 černý jezdec · c8 černý střelec · d8 černý dáma · e8 černý král · f8 černý střelec · g8 černý jezdec · h8 černý věž · a7 černý pěšec · b7 černý pěšec · c7 černý pěšec · d7 černý pěšec · e7 černý pěšec · f7 černý pěšec · g7 černý pěšec · h7 černý pěšec · a2 bílý pěšec · b2 bílý pěšec · c2 bílý pěšec · d2 bílý pěšec · e2 bílý pěšec · f2 bílý pěšec · g2 bílý pěšec · h2 bílý pěšec · a1 bílý věž · b1 bílý jezdec · c1 bílý střelec · d1 bílý dáma · e1 bílý král · f1 bílý střelec · g1 bílý jezdec · h1 bílý věž | a8 černý věž · b8 černý jezdec · c8 černý střelec · d8 černý dáma · e8 černý král · f8 černý střelec · g8 černý jezdec · h8 černý věž · a7 černý pěšec · b7 černý pěšec · c7 černý pěšec · d7 černý pěšec · e7 černý pěšec · f7 černý pěšec · g7 černý pěšec · h7 černý pěšec · a2 bílý pěšec · b2 bílý pěšec · c2 bílý pěšec · d2 bílý pěšec · e2 bílý pěšec · f2 bílý pěšec · g2 bílý pěšec · h2 bílý pěšec · a1 bílý věž · b1 bílý jezdec · c1 bílý střelec · d1 bílý dáma · e1 bílý král · f1 bílý střelec · g1 bílý jezdec · h1 bílý věž | a8 černý věž · b8 černý jezdec · c8 černý střelec · d8 černý dáma · e8 černý král · f8 černý střelec · g8 černý jezdec · h8 černý věž · a7 černý pěšec · b7 černý pěšec · c7 černý pěšec · d7 černý pěšec · e7 černý pěšec · f7 černý pěšec · g7 černý pěšec · h7 černý pěšec · a2 bílý pěšec · b2 bílý pěšec · c2 bílý pěšec · d2 bílý pěšec · e2 bílý pěšec · f2 bílý pěšec · g2 bílý pěšec · h2 bílý pěšec · a1 bílý věž · b1 bílý jezdec · c1 bílý střelec · d1 bílý dáma · e1 bílý král · f1 bílý střelec · g1 bílý jezdec · h1 bílý věž | a8 černý věž · b8 černý jezdec · c8 černý střelec · d8 černý dáma · e8 černý král · f8 černý střelec · g8 černý jezdec · h8 černý věž · a7 černý pěšec · b7 černý pěšec · c7 černý pěšec · d7 černý pěšec · e7 černý pěšec · f7 černý pěšec · g7 černý pěšec · h7 černý pěšec · a2 bílý pěšec · b2 bílý pěšec · c2 bílý pěšec · d2 bílý pěšec · e2 bílý pěšec · f2 bílý pěšec · g2 bílý pěšec · h2 bílý pěšec · a1 bílý věž · b1 bílý jezdec · c1 bílý střelec · d1 bílý dáma · e1 bílý král · f1 bílý střelec · g1 bílý jezdec · h1 bílý věž | a8 černý věž · b8 černý jezdec · c8 černý střelec · d8 černý dáma · e8 černý král · f8 černý střelec · g8 černý jezdec · h8 černý věž · a7 černý pěšec · b7 černý pěšec · c7 černý pěšec · d7 černý pěšec · e7 černý pěšec · f7 černý pěšec · g7 černý pěšec · h7 černý pěšec · a2 bílý pěšec · b2 bílý pěšec · c2 bílý pěšec · d2 bílý pěšec · e2 bílý pěšec · f2 bílý pěšec · g2 bílý pěšec · h2 bílý pěšec · a1 bílý věž · b1 bílý jezdec · c1 bílý střelec · d1 bílý dáma · e1 bílý král · f1 bílý střelec · g1 bílý jezdec · h1 bílý věž | 8 |
| 7 | a8 černý věž · b8 černý jezdec · c8 černý střelec · d8 černý dáma · e8 černý král · f8 černý střelec · g8 černý jezdec · h8 černý věž · a7 černý pěšec · b7 černý pěšec · c7 černý pěšec · d7 černý pěšec · e7 černý pěšec · f7 černý pěšec · g7 černý pěšec · h7 černý pěšec · a2 bílý pěšec · b2 bílý pěšec · c2 bílý pěšec · d2 bílý pěšec · e2 bílý pěšec · f2 bílý pěšec · g2 bílý pěšec · h2 bílý pěšec · a1 bílý věž · b1 bílý jezdec · c1 bílý střelec · d1 bílý dáma · e1 bílý král · f1 bílý střelec · g1 bílý jezdec · h1 bílý věž | a8 černý věž · b8 černý jezdec · c8 černý střelec · d8 černý dáma · e8 černý král · f8 černý střelec · g8 černý jezdec · h8 černý věž · a7 černý pěšec · b7 černý pěšec · c7 černý pěšec · d7 černý pěšec · e7 černý pěšec · f7 černý pěšec · g7 černý pěšec · h7 černý pěšec · a2 bílý pěšec · b2 bílý pěšec · c2 bílý pěšec · d2 bílý pěšec · e2 bílý pěšec · f2 bílý pěšec · g2 bílý pěšec · h2 bílý pěšec · a1 bílý věž · b1 bílý jezdec · c1 bílý střelec · d1 bílý dáma · e1 bílý král · f1 bílý střelec · g1 bílý jezdec · h1 bílý věž | a8 černý věž · b8 černý jezdec · c8 černý střelec · d8 černý dáma · e8 černý král · f8 černý střelec · g8 černý jezdec · h8 černý věž · a7 černý pěšec · b7 černý pěšec · c7 černý pěšec · d7 černý pěšec · e7 černý pěšec · f7 černý pěšec · g7 černý pěšec · h7 černý pěšec · a2 bílý pěšec · b2 bílý pěšec · c2 bílý pěšec · d2 bílý pěšec · e2 bílý pěšec · f2 bílý pěšec · g2 bílý pěšec · h2 bílý pěšec · a1 bílý věž · b1 bílý jezdec · c1 bílý střelec · d1 bílý dáma · e1 bílý král · f1 bílý střelec · g1 bílý jezdec · h1 bílý věž | a8 černý věž · b8 černý jezdec · c8 černý střelec · d8 černý dáma · e8 černý král · f8 černý střelec · g8 černý jezdec · h8 černý věž · a7 černý pěšec · b7 černý pěšec · c7 černý pěšec · d7 černý pěšec · e7 černý pěšec · f7 černý pěšec · g7 černý pěšec · h7 černý pěšec · a2 bílý pěšec · b2 bílý pěšec · c2 bílý pěšec · d2 bílý pěšec · e2 bílý pěšec · f2 bílý pěšec · g2 bílý pěšec · h2 bílý pěšec · a1 bílý věž · b1 bílý jezdec · c1 bílý střelec · d1 bílý dáma · e1 bílý král · f1 bílý střelec · g1 bílý jezdec · h1 bílý věž | a8 černý věž · b8 černý jezdec · c8 černý střelec · d8 černý dáma · e8 černý král · f8 černý střelec · g8 černý jezdec · h8 černý věž · a7 černý pěšec · b7 černý pěšec · c7 černý pěšec · d7 černý pěšec · e7 černý pěšec · f7 černý pěšec · g7 černý pěšec · h7 černý pěšec · a2 bílý pěšec · b2 bílý pěšec · c2 bílý pěšec · d2 bílý pěšec · e2 bílý pěšec · f2 bílý pěšec · g2 bílý pěšec · h2 bílý pěšec · a1 bílý věž · b1 bílý jezdec · c1 bílý střelec · d1 bílý dáma · e1 bílý král · f1 bílý střelec · g1 bílý jezdec · h1 bílý věž | a8 černý věž · b8 černý jezdec · c8 černý střelec · d8 černý dáma · e8 černý král · f8 černý střelec · g8 černý jezdec · h8 černý věž · a7 černý pěšec · b7 černý pěšec · c7 černý pěšec · d7 černý pěšec · e7 černý pěšec · f7 černý pěšec · g7 černý pěšec · h7 černý pěšec · a2 bílý pěšec · b2 bílý pěšec · c2 bílý pěšec · d2 bílý pěšec · e2 bílý pěšec · f2 bílý pěšec · g2 bílý pěšec · h2 bílý pěšec · a1 bílý věž · b1 bílý jezdec · c1 bílý střelec · d1 bílý dáma · e1 bílý král · f1 bílý střelec · g1 bílý jezdec · h1 bílý věž | a8 černý věž · b8 černý jezdec · c8 černý střelec · d8 černý dáma · e8 černý král · f8 černý střelec · g8 černý jezdec · h8 černý věž · a7 černý pěšec · b7 černý pěšec · c7 černý pěšec · d7 černý pěšec · e7 černý pěšec · f7 černý pěšec · g7 černý pěšec · h7 černý pěšec · a2 bílý pěšec · b2 bílý pěšec · c2 bílý pěšec · d2 bílý pěšec · e2 bílý pěšec · f2 bílý pěšec · g2 bílý pěšec · h2 bílý pěšec · a1 bílý věž · b1 bílý jezdec · c1 bílý střelec · d1 bílý dáma · e1 bílý král · f1 bílý střelec · g1 bílý jezdec · h1 bílý věž | a8 černý věž · b8 černý jezdec · c8 černý střelec · d8 černý dáma · e8 černý král · f8 černý střelec · g8 černý jezdec · h8 černý věž · a7 černý pěšec · b7 černý pěšec · c7 černý pěšec · d7 černý pěšec · e7 černý pěšec · f7 černý pěšec · g7 černý pěšec · h7 černý pěšec · a2 bílý pěšec · b2 bílý pěšec · c2 bílý pěšec · d2 bílý pěšec · e2 bílý pěšec · f2 bílý pěšec · g2 bílý pěšec · h2 bílý pěšec · a1 bílý věž · b1 bílý jezdec · c1 bílý střelec · d1 bílý dáma · e1 bílý král · f1 bílý střelec · g1 bílý jezdec · h1 bílý věž | 7 |
| 6 | a8 černý věž · b8 černý jezdec · c8 černý střelec · d8 černý dáma · e8 černý král · f8 černý střelec · g8 černý jezdec · h8 černý věž · a7 černý pěšec · b7 černý pěšec · c7 černý pěšec · d7 černý pěšec · e7 černý pěšec · f7 černý pěšec · g7 černý pěšec · h7 černý pěšec · a2 bílý pěšec · b2 bílý pěšec · c2 bílý pěšec · d2 bílý pěšec · e2 bílý pěšec · f2 bílý pěšec · g2 bílý pěšec · h2 bílý pěšec · a1 bílý věž · b1 bílý jezdec · c1 bílý střelec · d1 bílý dáma · e1 bílý král · f1 bílý střelec · g1 bílý jezdec · h1 bílý věž | a8 černý věž · b8 černý jezdec · c8 černý střelec · d8 černý dáma · e8 černý král · f8 černý střelec · g8 černý jezdec · h8 černý věž · a7 černý pěšec · b7 černý pěšec · c7 černý pěšec · d7 černý pěšec · e7 černý pěšec · f7 černý pěšec · g7 černý pěšec · h7 černý pěšec · a2 bílý pěšec · b2 bílý pěšec · c2 bílý pěšec · d2 bílý pěšec · e2 bílý pěšec · f2 bílý pěšec · g2 bílý pěšec · h2 bílý pěšec · a1 bílý věž · b1 bílý jezdec · c1 bílý střelec · d1 bílý dáma · e1 bílý král · f1 bílý střelec · g1 bílý jezdec · h1 bílý věž | a8 černý věž · b8 černý jezdec · c8 černý střelec · d8 černý dáma · e8 černý král · f8 černý střelec · g8 černý jezdec · h8 černý věž · a7 černý pěšec · b7 černý pěšec · c7 černý pěšec · d7 černý pěšec · e7 černý pěšec · f7 černý pěšec · g7 černý pěšec · h7 černý pěšec · a2 bílý pěšec · b2 bílý pěšec · c2 bílý pěšec · d2 bílý pěšec · e2 bílý pěšec · f2 bílý pěšec · g2 bílý pěšec · h2 bílý pěšec · a1 bílý věž · b1 bílý jezdec · c1 bílý střelec · d1 bílý dáma · e1 bílý král · f1 bílý střelec · g1 bílý jezdec · h1 bílý věž | a8 černý věž · b8 černý jezdec · c8 černý střelec · d8 černý dáma · e8 černý král · f8 černý střelec · g8 černý jezdec · h8 černý věž · a7 černý pěšec · b7 černý pěšec · c7 černý pěšec · d7 černý pěšec · e7 černý pěšec · f7 černý pěšec · g7 černý pěšec · h7 černý pěšec · a2 bílý pěšec · b2 bílý pěšec · c2 bílý pěšec · d2 bílý pěšec · e2 bílý pěšec · f2 bílý pěšec · g2 bílý pěšec · h2 bílý pěšec · a1 bílý věž · b1 bílý jezdec · c1 bílý střelec · d1 bílý dáma · e1 bílý král · f1 bílý střelec · g1 bílý jezdec · h1 bílý věž | a8 černý věž · b8 černý jezdec · c8 černý střelec · d8 černý dáma · e8 černý král · f8 černý střelec · g8 černý jezdec · h8 černý věž · a7 černý pěšec · b7 černý pěšec · c7 černý pěšec · d7 černý pěšec · e7 černý pěšec · f7 černý pěšec · g7 černý pěšec · h7 černý pěšec · a2 bílý pěšec · b2 bílý pěšec · c2 bílý pěšec · d2 bílý pěšec · e2 bílý pěšec · f2 bílý pěšec · g2 bílý pěšec · h2 bílý pěšec · a1 bílý věž · b1 bílý jezdec · c1 bílý střelec · d1 bílý dáma · e1 bílý král · f1 bílý střelec · g1 bílý jezdec · h1 bílý věž | a8 černý věž · b8 černý jezdec · c8 černý střelec · d8 černý dáma · e8 černý král · f8 černý střelec · g8 černý jezdec · h8 černý věž · a7 černý pěšec · b7 černý pěšec · c7 černý pěšec · d7 černý pěšec · e7 černý pěšec · f7 černý pěšec · g7 černý pěšec · h7 černý pěšec · a2 bílý pěšec · b2 bílý pěšec · c2 bílý pěšec · d2 bílý pěšec · e2 bílý pěšec · f2 bílý pěšec · g2 bílý pěšec · h2 bílý pěšec · a1 bílý věž · b1 bílý jezdec · c1 bílý střelec · d1 bílý dáma · e1 bílý král · f1 bílý střelec · g1 bílý jezdec · h1 bílý věž | a8 černý věž · b8 černý jezdec · c8 černý střelec · d8 černý dáma · e8 černý král · f8 černý střelec · g8 černý jezdec · h8 černý věž · a7 černý pěšec · b7 černý pěšec · c7 černý pěšec · d7 černý pěšec · e7 černý pěšec · f7 černý pěšec · g7 černý pěšec · h7 černý pěšec · a2 bílý pěšec · b2 bílý pěšec · c2 bílý pěšec · d2 bílý pěšec · e2 bílý pěšec · f2 bílý pěšec · g2 bílý pěšec · h2 bílý pěšec · a1 bílý věž · b1 bílý jezdec · c1 bílý střelec · d1 bílý dáma · e1 bílý král · f1 bílý střelec · g1 bílý jezdec · h1 bílý věž | a8 černý věž · b8 černý jezdec · c8 černý střelec · d8 černý dáma · e8 černý král · f8 černý střelec · g8 černý jezdec · h8 černý věž · a7 černý pěšec · b7 černý pěšec · c7 černý pěšec · d7 černý pěšec · e7 černý pěšec · f7 černý pěšec · g7 černý pěšec · h7 černý pěšec · a2 bílý pěšec · b2 bílý pěšec · c2 bílý pěšec · d2 bílý pěšec · e2 bílý pěšec · f2 bílý pěšec · g2 bílý pěšec · h2 bílý pěšec · a1 bílý věž · b1 bílý jezdec · c1 bílý střelec · d1 bílý dáma · e1 bílý král · f1 bílý střelec · g1 bílý jezdec · h1 bílý věž | 6 |
| 5 | a8 černý věž · b8 černý jezdec · c8 černý střelec · d8 černý dáma · e8 černý král · f8 černý střelec · g8 černý jezdec · h8 černý věž · a7 černý pěšec · b7 černý pěšec · c7 černý pěšec · d7 černý pěšec · e7 černý pěšec · f7 černý pěšec · g7 černý pěšec · h7 černý pěšec · a2 bílý pěšec · b2 bílý pěšec · c2 bílý pěšec · d2 bílý pěšec · e2 bílý pěšec · f2 bílý pěšec · g2 bílý pěšec · h2 bílý pěšec · a1 bílý věž · b1 bílý jezdec · c1 bílý střelec · d1 bílý dáma · e1 bílý král · f1 bílý střelec · g1 bílý jezdec · h1 bílý věž | a8 černý věž · b8 černý jezdec · c8 černý střelec · d8 černý dáma · e8 černý král · f8 černý střelec · g8 černý jezdec · h8 černý věž · a7 černý pěšec · b7 černý pěšec · c7 černý pěšec · d7 černý pěšec · e7 černý pěšec · f7 černý pěšec · g7 černý pěšec · h7 černý pěšec · a2 bílý pěšec · b2 bílý pěšec · c2 bílý pěšec · d2 bílý pěšec · e2 bílý pěšec · f2 bílý pěšec · g2 bílý pěšec · h2 bílý pěšec · a1 bílý věž · b1 bílý jezdec · c1 bílý střelec · d1 bílý dáma · e1 bílý král · f1 bílý střelec · g1 bílý jezdec · h1 bílý věž | a8 černý věž · b8 černý jezdec · c8 černý střelec · d8 černý dáma · e8 černý král · f8 černý střelec · g8 černý jezdec · h8 černý věž · a7 černý pěšec · b7 černý pěšec · c7 černý pěšec · d7 černý pěšec · e7 černý pěšec · f7 černý pěšec · g7 černý pěšec · h7 černý pěšec · a2 bílý pěšec · b2 bílý pěšec · c2 bílý pěšec · d2 bílý pěšec · e2 bílý pěšec · f2 bílý pěšec · g2 bílý pěšec · h2 bílý pěšec · a1 bílý věž · b1 bílý jezdec · c1 bílý střelec · d1 bílý dáma · e1 bílý král · f1 bílý střelec · g1 bílý jezdec · h1 bílý věž | a8 černý věž · b8 černý jezdec · c8 černý střelec · d8 černý dáma · e8 černý král · f8 černý střelec · g8 černý jezdec · h8 černý věž · a7 černý pěšec · b7 černý pěšec · c7 černý pěšec · d7 černý pěšec · e7 černý pěšec · f7 černý pěšec · g7 černý pěšec · h7 černý pěšec · a2 bílý pěšec · b2 bílý pěšec · c2 bílý pěšec · d2 bílý pěšec · e2 bílý pěšec · f2 bílý pěšec · g2 bílý pěšec · h2 bílý pěšec · a1 bílý věž · b1 bílý jezdec · c1 bílý střelec · d1 bílý dáma · e1 bílý král · f1 bílý střelec · g1 bílý jezdec · h1 bílý věž | a8 černý věž · b8 černý jezdec · c8 černý střelec · d8 černý dáma · e8 černý král · f8 černý střelec · g8 černý jezdec · h8 černý věž · a7 černý pěšec · b7 černý pěšec · c7 černý pěšec · d7 černý pěšec · e7 černý pěšec · f7 černý pěšec · g7 černý pěšec · h7 černý pěšec · a2 bílý pěšec · b2 bílý pěšec · c2 bílý pěšec · d2 bílý pěšec · e2 bílý pěšec · f2 bílý pěšec · g2 bílý pěšec · h2 bílý pěšec · a1 bílý věž · b1 bílý jezdec · c1 bílý střelec · d1 bílý dáma · e1 bílý král · f1 bílý střelec · g1 bílý jezdec · h1 bílý věž | a8 černý věž · b8 černý jezdec · c8 černý střelec · d8 černý dáma · e8 černý král · f8 černý střelec · g8 černý jezdec · h8 černý věž · a7 černý pěšec · b7 černý pěšec · c7 černý pěšec · d7 černý pěšec · e7 černý pěšec · f7 černý pěšec · g7 černý pěšec · h7 černý pěšec · a2 bílý pěšec · b2 bílý pěšec · c2 bílý pěšec · d2 bílý pěšec · e2 bílý pěšec · f2 bílý pěšec · g2 bílý pěšec · h2 bílý pěšec · a1 bílý věž · b1 bílý jezdec · c1 bílý střelec · d1 bílý dáma · e1 bílý král · f1 bílý střelec · g1 bílý jezdec · h1 bílý věž | a8 černý věž · b8 černý jezdec · c8 černý střelec · d8 černý dáma · e8 černý král · f8 černý střelec · g8 černý jezdec · h8 černý věž · a7 černý pěšec · b7 černý pěšec · c7 černý pěšec · d7 černý pěšec · e7 černý pěšec · f7 černý pěšec · g7 černý pěšec · h7 černý pěšec · a2 bílý pěšec · b2 bílý pěšec · c2 bílý pěšec · d2 bílý pěšec · e2 bílý pěšec · f2 bílý pěšec · g2 bílý pěšec · h2 bílý pěšec · a1 bílý věž · b1 bílý jezdec · c1 bílý střelec · d1 bílý dáma · e1 bílý král · f1 bílý střelec · g1 bílý jezdec · h1 bílý věž | a8 černý věž · b8 černý jezdec · c8 černý střelec · d8 černý dáma · e8 černý král · f8 černý střelec · g8 černý jezdec · h8 černý věž · a7 černý pěšec · b7 černý pěšec · c7 černý pěšec · d7 černý pěšec · e7 černý pěšec · f7 černý pěšec · g7 černý pěšec · h7 černý pěšec · a2 bílý pěšec · b2 bílý pěšec · c2 bílý pěšec · d2 bílý pěšec · e2 bílý pěšec · f2 bílý pěšec · g2 bílý pěšec · h2 bílý pěšec · a1 bílý věž · b1 bílý jezdec · c1 bílý střelec · d1 bílý dáma · e1 bílý král · f1 bílý střelec · g1 bílý jezdec · h1 bílý věž | 5 |
| 4 | a8 černý věž · b8 černý jezdec · c8 černý střelec · d8 černý dáma · e8 černý král · f8 černý střelec · g8 černý jezdec · h8 černý věž · a7 černý pěšec · b7 černý pěšec · c7 černý pěšec · d7 černý pěšec · e7 černý pěšec · f7 černý pěšec · g7 černý pěšec · h7 černý pěšec · a2 bílý pěšec · b2 bílý pěšec · c2 bílý pěšec · d2 bílý pěšec · e2 bílý pěšec · f2 bílý pěšec · g2 bílý pěšec · h2 bílý pěšec · a1 bílý věž · b1 bílý jezdec · c1 bílý střelec · d1 bílý dáma · e1 bílý král · f1 bílý střelec · g1 bílý jezdec · h1 bílý věž | a8 černý věž · b8 černý jezdec · c8 černý střelec · d8 černý dáma · e8 černý král · f8 černý střelec · g8 černý jezdec · h8 černý věž · a7 černý pěšec · b7 černý pěšec · c7 černý pěšec · d7 černý pěšec · e7 černý pěšec · f7 černý pěšec · g7 černý pěšec · h7 černý pěšec · a2 bílý pěšec · b2 bílý pěšec · c2 bílý pěšec · d2 bílý pěšec · e2 bílý pěšec · f2 bílý pěšec · g2 bílý pěšec · h2 bílý pěšec · a1 bílý věž · b1 bílý jezdec · c1 bílý střelec · d1 bílý dáma · e1 bílý král · f1 bílý střelec · g1 bílý jezdec · h1 bílý věž | a8 černý věž · b8 černý jezdec · c8 černý střelec · d8 černý dáma · e8 černý král · f8 černý střelec · g8 černý jezdec · h8 černý věž · a7 černý pěšec · b7 černý pěšec · c7 černý pěšec · d7 černý pěšec · e7 černý pěšec · f7 černý pěšec · g7 černý pěšec · h7 černý pěšec · a2 bílý pěšec · b2 bílý pěšec · c2 bílý pěšec · d2 bílý pěšec · e2 bílý pěšec · f2 bílý pěšec · g2 bílý pěšec · h2 bílý pěšec · a1 bílý věž · b1 bílý jezdec · c1 bílý střelec · d1 bílý dáma · e1 bílý král · f1 bílý střelec · g1 bílý jezdec · h1 bílý věž | a8 černý věž · b8 černý jezdec · c8 černý střelec · d8 černý dáma · e8 černý král · f8 černý střelec · g8 černý jezdec · h8 černý věž · a7 černý pěšec · b7 černý pěšec · c7 černý pěšec · d7 černý pěšec · e7 černý pěšec · f7 černý pěšec · g7 černý pěšec · h7 černý pěšec · a2 bílý pěšec · b2 bílý pěšec · c2 bílý pěšec · d2 bílý pěšec · e2 bílý pěšec · f2 bílý pěšec · g2 bílý pěšec · h2 bílý pěšec · a1 bílý věž · b1 bílý jezdec · c1 bílý střelec · d1 bílý dáma · e1 bílý král · f1 bílý střelec · g1 bílý jezdec · h1 bílý věž | a8 černý věž · b8 černý jezdec · c8 černý střelec · d8 černý dáma · e8 černý král · f8 černý střelec · g8 černý jezdec · h8 černý věž · a7 černý pěšec · b7 černý pěšec · c7 černý pěšec · d7 černý pěšec · e7 černý pěšec · f7 černý pěšec · g7 černý pěšec · h7 černý pěšec · a2 bílý pěšec · b2 bílý pěšec · c2 bílý pěšec · d2 bílý pěšec · e2 bílý pěšec · f2 bílý pěšec · g2 bílý pěšec · h2 bílý pěšec · a1 bílý věž · b1 bílý jezdec · c1 bílý střelec · d1 bílý dáma · e1 bílý král · f1 bílý střelec · g1 bílý jezdec · h1 bílý věž | a8 černý věž · b8 černý jezdec · c8 černý střelec · d8 černý dáma · e8 černý král · f8 černý střelec · g8 černý jezdec · h8 černý věž · a7 černý pěšec · b7 černý pěšec · c7 černý pěšec · d7 černý pěšec · e7 černý pěšec · f7 černý pěšec · g7 černý pěšec · h7 černý pěšec · a2 bílý pěšec · b2 bílý pěšec · c2 bílý pěšec · d2 bílý pěšec · e2 bílý pěšec · f2 bílý pěšec · g2 bílý pěšec · h2 bílý pěšec · a1 bílý věž · b1 bílý jezdec · c1 bílý střelec · d1 bílý dáma · e1 bílý král · f1 bílý střelec · g1 bílý jezdec · h1 bílý věž | a8 černý věž · b8 černý jezdec · c8 černý střelec · d8 černý dáma · e8 černý král · f8 černý střelec · g8 černý jezdec · h8 černý věž · a7 černý pěšec · b7 černý pěšec · c7 černý pěšec · d7 černý pěšec · e7 černý pěšec · f7 černý pěšec · g7 černý pěšec · h7 černý pěšec · a2 bílý pěšec · b2 bílý pěšec · c2 bílý pěšec · d2 bílý pěšec · e2 bílý pěšec · f2 bílý pěšec · g2 bílý pěšec · h2 bílý pěšec · a1 bílý věž · b1 bílý jezdec · c1 bílý střelec · d1 bílý dáma · e1 bílý král · f1 bílý střelec · g1 bílý jezdec · h1 bílý věž | a8 černý věž · b8 černý jezdec · c8 černý střelec · d8 černý dáma · e8 černý král · f8 černý střelec · g8 černý jezdec · h8 černý věž · a7 černý pěšec · b7 černý pěšec · c7 černý pěšec · d7 černý pěšec · e7 černý pěšec · f7 černý pěšec · g7 černý pěšec · h7 černý pěšec · a2 bílý pěšec · b2 bílý pěšec · c2 bílý pěšec · d2 bílý pěšec · e2 bílý pěšec · f2 bílý pěšec · g2 bílý pěšec · h2 bílý pěšec · a1 bílý věž · b1 bílý jezdec · c1 bílý střelec · d1 bílý dáma · e1 bílý král · f1 bílý střelec · g1 bílý jezdec · h1 bílý věž | 4 |
| 3 | a8 černý věž · b8 černý jezdec · c8 černý střelec · d8 černý dáma · e8 černý král · f8 černý střelec · g8 černý jezdec · h8 černý věž · a7 černý pěšec · b7 černý pěšec · c7 černý pěšec · d7 černý pěšec · e7 černý pěšec · f7 černý pěšec · g7 černý pěšec · h7 černý pěšec · a2 bílý pěšec · b2 bílý pěšec · c2 bílý pěšec · d2 bílý pěšec · e2 bílý pěšec · f2 bílý pěšec · g2 bílý pěšec · h2 bílý pěšec · a1 bílý věž · b1 bílý jezdec · c1 bílý střelec · d1 bílý dáma · e1 bílý král · f1 bílý střelec · g1 bílý jezdec · h1 bílý věž | a8 černý věž · b8 černý jezdec · c8 černý střelec · d8 černý dáma · e8 černý král · f8 černý střelec · g8 černý jezdec · h8 černý věž · a7 černý pěšec · b7 černý pěšec · c7 černý pěšec · d7 černý pěšec · e7 černý pěšec · f7 černý pěšec · g7 černý pěšec · h7 černý pěšec · a2 bílý pěšec · b2 bílý pěšec · c2 bílý pěšec · d2 bílý pěšec · e2 bílý pěšec · f2 bílý pěšec · g2 bílý pěšec · h2 bílý pěšec · a1 bílý věž · b1 bílý jezdec · c1 bílý střelec · d1 bílý dáma · e1 bílý král · f1 bílý střelec · g1 bílý jezdec · h1 bílý věž | a8 černý věž · b8 černý jezdec · c8 černý střelec · d8 černý dáma · e8 černý král · f8 černý střelec · g8 černý jezdec · h8 černý věž · a7 černý pěšec · b7 černý pěšec · c7 černý pěšec · d7 černý pěšec · e7 černý pěšec · f7 černý pěšec · g7 černý pěšec · h7 černý pěšec · a2 bílý pěšec · b2 bílý pěšec · c2 bílý pěšec · d2 bílý pěšec · e2 bílý pěšec · f2 bílý pěšec · g2 bílý pěšec · h2 bílý pěšec · a1 bílý věž · b1 bílý jezdec · c1 bílý střelec · d1 bílý dáma · e1 bílý král · f1 bílý střelec · g1 bílý jezdec · h1 bílý věž | a8 černý věž · b8 černý jezdec · c8 černý střelec · d8 černý dáma · e8 černý král · f8 černý střelec · g8 černý jezdec · h8 černý věž · a7 černý pěšec · b7 černý pěšec · c7 černý pěšec · d7 černý pěšec · e7 černý pěšec · f7 černý pěšec · g7 černý pěšec · h7 černý pěšec · a2 bílý pěšec · b2 bílý pěšec · c2 bílý pěšec · d2 bílý pěšec · e2 bílý pěšec · f2 bílý pěšec · g2 bílý pěšec · h2 bílý pěšec · a1 bílý věž · b1 bílý jezdec · c1 bílý střelec · d1 bílý dáma · e1 bílý král · f1 bílý střelec · g1 bílý jezdec · h1 bílý věž | a8 černý věž · b8 černý jezdec · c8 černý střelec · d8 černý dáma · e8 černý král · f8 černý střelec · g8 černý jezdec · h8 černý věž · a7 černý pěšec · b7 černý pěšec · c7 černý pěšec · d7 černý pěšec · e7 černý pěšec · f7 černý pěšec · g7 černý pěšec · h7 černý pěšec · a2 bílý pěšec · b2 bílý pěšec · c2 bílý pěšec · d2 bílý pěšec · e2 bílý pěšec · f2 bílý pěšec · g2 bílý pěšec · h2 bílý pěšec · a1 bílý věž · b1 bílý jezdec · c1 bílý střelec · d1 bílý dáma · e1 bílý král · f1 bílý střelec · g1 bílý jezdec · h1 bílý věž | a8 černý věž · b8 černý jezdec · c8 černý střelec · d8 černý dáma · e8 černý král · f8 černý střelec · g8 černý jezdec · h8 černý věž · a7 černý pěšec · b7 černý pěšec · c7 černý pěšec · d7 černý pěšec · e7 černý pěšec · f7 černý pěšec · g7 černý pěšec · h7 černý pěšec · a2 bílý pěšec · b2 bílý pěšec · c2 bílý pěšec · d2 bílý pěšec · e2 bílý pěšec · f2 bílý pěšec · g2 bílý pěšec · h2 bílý pěšec · a1 bílý věž · b1 bílý jezdec · c1 bílý střelec · d1 bílý dáma · e1 bílý král · f1 bílý střelec · g1 bílý jezdec · h1 bílý věž | a8 černý věž · b8 černý jezdec · c8 černý střelec · d8 černý dáma · e8 černý král · f8 černý střelec · g8 černý jezdec · h8 černý věž · a7 černý pěšec · b7 černý pěšec · c7 černý pěšec · d7 černý pěšec · e7 černý pěšec · f7 černý pěšec · g7 černý pěšec · h7 černý pěšec · a2 bílý pěšec · b2 bílý pěšec · c2 bílý pěšec · d2 bílý pěšec · e2 bílý pěšec · f2 bílý pěšec · g2 bílý pěšec · h2 bílý pěšec · a1 bílý věž · b1 bílý jezdec · c1 bílý střelec · d1 bílý dáma · e1 bílý král · f1 bílý střelec · g1 bílý jezdec · h1 bílý věž | a8 černý věž · b8 černý jezdec · c8 černý střelec · d8 černý dáma · e8 černý král · f8 černý střelec · g8 černý jezdec · h8 černý věž · a7 černý pěšec · b7 černý pěšec · c7 černý pěšec · d7 černý pěšec · e7 černý pěšec · f7 černý pěšec · g7 černý pěšec · h7 černý pěšec · a2 bílý pěšec · b2 bílý pěšec · c2 bílý pěšec · d2 bílý pěšec · e2 bílý pěšec · f2 bílý pěšec · g2 bílý pěšec · h2 bílý pěšec · a1 bílý věž · b1 bílý jezdec · c1 bílý střelec · d1 bílý dáma · e1 bílý král · f1 bílý střelec · g1 bílý jezdec · h1 bílý věž | 3 |
| 2 | a8 černý věž · b8 černý jezdec · c8 černý střelec · d8 černý dáma · e8 černý král · f8 černý střelec · g8 černý jezdec · h8 černý věž · a7 černý pěšec · b7 černý pěšec · c7 černý pěšec · d7 černý pěšec · e7 černý pěšec · f7 černý pěšec · g7 černý pěšec · h7 černý pěšec · a2 bílý pěšec · b2 bílý pěšec · c2 bílý pěšec · d2 bílý pěšec · e2 bílý pěšec · f2 bílý pěšec · g2 bílý pěšec · h2 bílý pěšec · a1 bílý věž · b1 bílý jezdec · c1 bílý střelec · d1 bílý dáma · e1 bílý král · f1 bílý střelec · g1 bílý jezdec · h1 bílý věž | a8 černý věž · b8 černý jezdec · c8 černý střelec · d8 černý dáma · e8 černý král · f8 černý střelec · g8 černý jezdec · h8 černý věž · a7 černý pěšec · b7 černý pěšec · c7 černý pěšec · d7 černý pěšec · e7 černý pěšec · f7 černý pěšec · g7 černý pěšec · h7 černý pěšec · a2 bílý pěšec · b2 bílý pěšec · c2 bílý pěšec · d2 bílý pěšec · e2 bílý pěšec · f2 bílý pěšec · g2 bílý pěšec · h2 bílý pěšec · a1 bílý věž · b1 bílý jezdec · c1 bílý střelec · d1 bílý dáma · e1 bílý král · f1 bílý střelec · g1 bílý jezdec · h1 bílý věž | a8 černý věž · b8 černý jezdec · c8 černý střelec · d8 černý dáma · e8 černý král · f8 černý střelec · g8 černý jezdec · h8 černý věž · a7 černý pěšec · b7 černý pěšec · c7 černý pěšec · d7 černý pěšec · e7 černý pěšec · f7 černý pěšec · g7 černý pěšec · h7 černý pěšec · a2 bílý pěšec · b2 bílý pěšec · c2 bílý pěšec · d2 bílý pěšec · e2 bílý pěšec · f2 bílý pěšec · g2 bílý pěšec · h2 bílý pěšec · a1 bílý věž · b1 bílý jezdec · c1 bílý střelec · d1 bílý dáma · e1 bílý král · f1 bílý střelec · g1 bílý jezdec · h1 bílý věž | a8 černý věž · b8 černý jezdec · c8 černý střelec · d8 černý dáma · e8 černý král · f8 černý střelec · g8 černý jezdec · h8 černý věž · a7 černý pěšec · b7 černý pěšec · c7 černý pěšec · d7 černý pěšec · e7 černý pěšec · f7 černý pěšec · g7 černý pěšec · h7 černý pěšec · a2 bílý pěšec · b2 bílý pěšec · c2 bílý pěšec · d2 bílý pěšec · e2 bílý pěšec · f2 bílý pěšec · g2 bílý pěšec · h2 bílý pěšec · a1 bílý věž · b1 bílý jezdec · c1 bílý střelec · d1 bílý dáma · e1 bílý král · f1 bílý střelec · g1 bílý jezdec · h1 bílý věž | a8 černý věž · b8 černý jezdec · c8 černý střelec · d8 černý dáma · e8 černý král · f8 černý střelec · g8 černý jezdec · h8 černý věž · a7 černý pěšec · b7 černý pěšec · c7 černý pěšec · d7 černý pěšec · e7 černý pěšec · f7 černý pěšec · g7 černý pěšec · h7 černý pěšec · a2 bílý pěšec · b2 bílý pěšec · c2 bílý pěšec · d2 bílý pěšec · e2 bílý pěšec · f2 bílý pěšec · g2 bílý pěšec · h2 bílý pěšec · a1 bílý věž · b1 bílý jezdec · c1 bílý střelec · d1 bílý dáma · e1 bílý král · f1 bílý střelec · g1 bílý jezdec · h1 bílý věž | a8 černý věž · b8 černý jezdec · c8 černý střelec · d8 černý dáma · e8 černý král · f8 černý střelec · g8 černý jezdec · h8 černý věž · a7 černý pěšec · b7 černý pěšec · c7 černý pěšec · d7 černý pěšec · e7 černý pěšec · f7 černý pěšec · g7 černý pěšec · h7 černý pěšec · a2 bílý pěšec · b2 bílý pěšec · c2 bílý pěšec · d2 bílý pěšec · e2 bílý pěšec · f2 bílý pěšec · g2 bílý pěšec · h2 bílý pěšec · a1 bílý věž · b1 bílý jezdec · c1 bílý střelec · d1 bílý dáma · e1 bílý král · f1 bílý střelec · g1 bílý jezdec · h1 bílý věž | a8 černý věž · b8 černý jezdec · c8 černý střelec · d8 černý dáma · e8 černý král · f8 černý střelec · g8 černý jezdec · h8 černý věž · a7 černý pěšec · b7 černý pěšec · c7 černý pěšec · d7 černý pěšec · e7 černý pěšec · f7 černý pěšec · g7 černý pěšec · h7 černý pěšec · a2 bílý pěšec · b2 bílý pěšec · c2 bílý pěšec · d2 bílý pěšec · e2 bílý pěšec · f2 bílý pěšec · g2 bílý pěšec · h2 bílý pěšec · a1 bílý věž · b1 bílý jezdec · c1 bílý střelec · d1 bílý dáma · e1 bílý král · f1 bílý střelec · g1 bílý jezdec · h1 bílý věž | a8 černý věž · b8 černý jezdec · c8 černý střelec · d8 černý dáma · e8 černý král · f8 černý střelec · g8 černý jezdec · h8 černý věž · a7 černý pěšec · b7 černý pěšec · c7 černý pěšec · d7 černý pěšec · e7 černý pěšec · f7 černý pěšec · g7 černý pěšec · h7 černý pěšec · a2 bílý pěšec · b2 bílý pěšec · c2 bílý pěšec · d2 bílý pěšec · e2 bílý pěšec · f2 bílý pěšec · g2 bílý pěšec · h2 bílý pěšec · a1 bílý věž · b1 bílý jezdec · c1 bílý střelec · d1 bílý dáma · e1 bílý král · f1 bílý střelec · g1 bílý jezdec · h1 bílý věž | 2 |
| 1 | a8 černý věž · b8 černý jezdec · c8 černý střelec · d8 černý dáma · e8 černý král · f8 černý střelec · g8 černý jezdec · h8 černý věž · a7 černý pěšec · b7 černý pěšec · c7 černý pěšec · d7 černý pěšec · e7 černý pěšec · f7 černý pěšec · g7 černý pěšec · h7 černý pěšec · a2 bílý pěšec · b2 bílý pěšec · c2 bílý pěšec · d2 bílý pěšec · e2 bílý pěšec · f2 bílý pěšec · g2 bílý pěšec · h2 bílý pěšec · a1 bílý věž · b1 bílý jezdec · c1 bílý střelec · d1 bílý dáma · e1 bílý král · f1 bílý střelec · g1 bílý jezdec · h1 bílý věž | a8 černý věž · b8 černý jezdec · c8 černý střelec · d8 černý dáma · e8 černý král · f8 černý střelec · g8 černý jezdec · h8 černý věž · a7 černý pěšec · b7 černý pěšec · c7 černý pěšec · d7 černý pěšec · e7 černý pěšec · f7 černý pěšec · g7 černý pěšec · h7 černý pěšec · a2 bílý pěšec · b2 bílý pěšec · c2 bílý pěšec · d2 bílý pěšec · e2 bílý pěšec · f2 bílý pěšec · g2 bílý pěšec · h2 bílý pěšec · a1 bílý věž · b1 bílý jezdec · c1 bílý střelec · d1 bílý dáma · e1 bílý král · f1 bílý střelec · g1 bílý jezdec · h1 bílý věž | a8 černý věž · b8 černý jezdec · c8 černý střelec · d8 černý dáma · e8 černý král · f8 černý střelec · g8 černý jezdec · h8 černý věž · a7 černý pěšec · b7 černý pěšec · c7 černý pěšec · d7 černý pěšec · e7 černý pěšec · f7 černý pěšec · g7 černý pěšec · h7 černý pěšec · a2 bílý pěšec · b2 bílý pěšec · c2 bílý pěšec · d2 bílý pěšec · e2 bílý pěšec · f2 bílý pěšec · g2 bílý pěšec · h2 bílý pěšec · a1 bílý věž · b1 bílý jezdec · c1 bílý střelec · d1 bílý dáma · e1 bílý král · f1 bílý střelec · g1 bílý jezdec · h1 bílý věž | a8 černý věž · b8 černý jezdec · c8 černý střelec · d8 černý dáma · e8 černý král · f8 černý střelec · g8 černý jezdec · h8 černý věž · a7 černý pěšec · b7 černý pěšec · c7 černý pěšec · d7 černý pěšec · e7 černý pěšec · f7 černý pěšec · g7 černý pěšec · h7 černý pěšec · a2 bílý pěšec · b2 bílý pěšec · c2 bílý pěšec · d2 bílý pěšec · e2 bílý pěšec · f2 bílý pěšec · g2 bílý pěšec · h2 bílý pěšec · a1 bílý věž · b1 bílý jezdec · c1 bílý střelec · d1 bílý dáma · e1 bílý král · f1 bílý střelec · g1 bílý jezdec · h1 bílý věž | a8 černý věž · b8 černý jezdec · c8 černý střelec · d8 černý dáma · e8 černý král · f8 černý střelec · g8 černý jezdec · h8 černý věž · a7 černý pěšec · b7 černý pěšec · c7 černý pěšec · d7 černý pěšec · e7 černý pěšec · f7 černý pěšec · g7 černý pěšec · h7 černý pěšec · a2 bílý pěšec · b2 bílý pěšec · c2 bílý pěšec · d2 bílý pěšec · e2 bílý pěšec · f2 bílý pěšec · g2 bílý pěšec · h2 bílý pěšec · a1 bílý věž · b1 bílý jezdec · c1 bílý střelec · d1 bílý dáma · e1 bílý král · f1 bílý střelec · g1 bílý jezdec · h1 bílý věž | a8 černý věž · b8 černý jezdec · c8 černý střelec · d8 černý dáma · e8 černý král · f8 černý střelec · g8 černý jezdec · h8 černý věž · a7 černý pěšec · b7 černý pěšec · c7 černý pěšec · d7 černý pěšec · e7 černý pěšec · f7 černý pěšec · g7 černý pěšec · h7 černý pěšec · a2 bílý pěšec · b2 bílý pěšec · c2 bílý pěšec · d2 bílý pěšec · e2 bílý pěšec · f2 bílý pěšec · g2 bílý pěšec · h2 bílý pěšec · a1 bílý věž · b1 bílý jezdec · c1 bílý střelec · d1 bílý dáma · e1 bílý král · f1 bílý střelec · g1 bílý jezdec · h1 bílý věž | a8 černý věž · b8 černý jezdec · c8 černý střelec · d8 černý dáma · e8 černý král · f8 černý střelec · g8 černý jezdec · h8 černý věž · a7 černý pěšec · b7 černý pěšec · c7 černý pěšec · d7 černý pěšec · e7 černý pěšec · f7 černý pěšec · g7 černý pěšec · h7 černý pěšec · a2 bílý pěšec · b2 bílý pěšec · c2 bílý pěšec · d2 bílý pěšec · e2 bílý pěšec · f2 bílý pěšec · g2 bílý pěšec · h2 bílý pěšec · a1 bílý věž · b1 bílý jezdec · c1 bílý střelec · d1 bílý dáma · e1 bílý král · f1 bílý střelec · g1 bílý jezdec · h1 bílý věž | a8 černý věž · b8 černý jezdec · c8 černý střelec · d8 černý dáma · e8 černý král · f8 černý střelec · g8 černý jezdec · h8 černý věž · a7 černý pěšec · b7 černý pěšec · c7 černý pěšec · d7 černý pěšec · e7 černý pěšec · f7 černý pěšec · g7 černý pěšec · h7 černý pěšec · a2 bílý pěšec · b2 bílý pěšec · c2 bílý pěšec · d2 bílý pěšec · e2 bílý pěšec · f2 bílý pěšec · g2 bílý pěšec · h2 bílý pěšec · a1 bílý věž · b1 bílý jezdec · c1 bílý střelec · d1 bílý dáma · e1 bílý král · f1 bílý střelec · g1 bílý jezdec · h1 bílý věž | 1 |
|   | a | b | c | d | e | f | g | h |   |

Nejprve se vhodným způsobem (losováním, podle určených pravidel soutěže apod.) určí, který z hráčů bude hrát bílými figurami. Ten bude partii také zahajovat, což je ve hře výhodou (viz též níže).
Před zahájením partie se deska otočí tak, aby měl bílý po své levici černý roh (pole a1). Poté se rozestaví kameny do počátečního postavení, které je vidět na obrázku. První řada obsahuje (zleva doprava) věž, jezdce, střelce, dámu, krále, střelce, jezdce a věž. Černý má svou první řadu identicky rozestavěnou na protějším konci šachovnice. Jeho král, resp. dáma jsou na stejném sloupci jako král, resp. dáma bílého. Jako mnemotechnická pomůcka pro pozici dam a králů se používá rčení „Dáma ctí barvu“, tzn. bílá dáma je na bílém poli, černá dáma je na černém poli.
Ve druhé řadě stojí všech 8 pěšců bílého, předposlední řada obsahuje pěšce černého.
Šachové hodiny se vynulují a zastaví. Poté bílý provede první tah a stisknutím svého tlačítka na hodinách spustí soupeřovo měření času, nebo černý stiskne tlačítko na hodinách. Tím je hra zahájena.

### Tahy kamenů
Jak už bylo zmíněno, tah každého hráče sestává z přesunutí jednoho kamene v souladu s pravidly (výjimkou je rošáda, při které se táhne dvěma kameny současně, viz níže). Hráč se svého tahu nemůže vzdát, i když je pro něj jakýkoli tah nevýhodný. Pokud nastane situace, při které neexistuje platný tah, který by hráč mohl provést, ale přitom hráčův král není napaden, hra končí patem, remízou. Pokud hráčův král je ohrožen a neexistuje platný tah, který by hráč mohl provést, je to mat a hráč prohrává.
Žádným tahem se nesmí kámen přesunout na pole, na kterém již je jiný kámen stejné barvy. Pokud je proveden tah na pole, na kterém je kámen soupeře, nazývá se to braní, soupeřův kámen je takovým tahem odstraněn z desky a zbytku partie už se neúčastní. (Situace, kdy by byl takto odstraněn soupeřův král, nemůže ve hře nastat.)
Jednotlivé druhy kamenů se liší ve způsobu, jakým se po hrací desce pohybují:

#### Věž
Věž se pohybuje po řadách a sloupcích. Z daného pole se může přesunout na takové pole, které je buď ve stejné řadě, nebo ve stejném sloupci. Při tom však nesmí přeskočit žádný kámen, který by stál v cestě.

#### Jezdec
Jezdec se pohybuje skoky ve tvaru písmene L (dvě pole rovně a jedno nabok, respektive jedno rovně a dvě nabok). Může přeskakovat kameny své i soupeřovy. Jezdec při každém svém skoku změní barvu pole, na kterém stojí. Z bílého pole se při svém tahu dostane vždy na černé pole a naopak. (Viz obrázek.)

#### Střelec
Střelec se pohybuje po diagonálách. Z daného pole se může přesunout podél jedné ze dvou diagonál, na kterých stojí. Střelec nesmí při svém pohybu přeskočit žádný kámen, který by stál v cestě. Z pohybu po diagonálách vyplývá, že žádným tahem nelze změnit barvu pole, na které střelec stojí. Tzn. střelec, který na začátku hry stojí na černém poli, se bude až do konce partie moci dostat pouze na černá pole. Podle toho se také střelci daného hráče mohou (např. při rozboru partie) označovat jako černý či bílý. Často se ale používají méně matoucí pojmy střelec černopolný a bělopolný. (Neplést s popisem kamenů podle toho, kterému hráči patří!) Tato vlastnost je také důležitá pro herní taktiku.

#### Dáma
Dáma se pohybuje po sloupcích (řadách) nebo diagonálách. To jí dává vysokou mobilitu, pro kterou je dáma nejcennějším kamenem. Při svém pohybu nesmí přeskočit žádný kámen, který by jí stál v cestě.

#### Pěšec
Pěšec se může pohybovat jedním z následujících druhů tahů:
- Může se posunout o jedno pole vpřed (tzn. postoupit ve sloupci o jedno místo), pokud je toto pole neobsazené.
- Pokud je v základním postavení (na druhé, resp. sedmé řadě), může (avšak nemusí) se posunout o dvě pole vpřed, pokud jsou obě pole prázdná.
- Může brát soupeřův kámen, který je na úhlopříčně sousedícím poli (tím, že se na toto pole přesune).
- Pokud pěšec ohrožuje pole, které soupeřův pěšec přeskočil tím, že z úvodní pozice postoupil o dvě pole, pak ho může tento pěšec vzít, jako by soupeř postoupil pouze o jedno pole. Tento tah se smí provést pouze bezprostředně poté, co soupeř tímto pěšcem táhl. Tento druh tahu se nazývá braní mimochodem (en passant).
- Pěšec, který postoupil na poslední pole desky (osmou, resp. první řadu), je ve stejném tahu odstraněn z desky a nahrazen na tomto poli věží, střelcem, jezdcem, nebo dámou, podle okamžité volby hráče. Tento druh tahu se nazývá proměna. Působnost proměněného kamene je okamžitá, tzn. může například dát šach či se účastnit matování. (Proměněný kámen se typicky bere z hromádky vyhozených kamenů, ale toto není omezující podmínka, jeden hráč může teoreticky mít ve hře i devět dam současně. Prakticky se však tato extrémní situace vyskytuje pouze v kompozičním šachu.)

#### Král
Král se žádným svým tahem nesmí dostat na ohrožené pole (na pole, na které by se v příštím tahu mohl přesunout soupeřův kámen a tím krále brát). Král se pohybuje o jedno pole v libovolném směru, tzn. na libovolné ze sousedních polí (včetně polí sousedících po diagonále).
Druhým způsobem tahu krále je tzv. rošáda, při které se v jednom tahu pohybuje králem a věží stejné barvy v situaci, kdy oba stojí na svých původních pozicích na první řadě hráče a mezi nimi je volné místo. Král se tímto tahem posune o dvě pole směrem k věži a věž ho pak „přeskočí“ na pole, které král právě přešel. Rošádu nelze provést v případě, že králem nebo věží, která se má rošády účastnit, již bylo v této hře taženo (ani pokud se vrátili na původní místa). Pokud ale v dané partii táhla jen jedna z věží a král se dosud nepohnul, lze (za splnění ostatních podmínek) nadále provést rošádu s účastí druhé věže. Rošádou také nelze uniknout z šachu (nelze ji provést, je-li král ohrožován), ani král nesmí přejít přes ohrožené pole či na něm skončit. Naproti tomu, je-li napadena věž, nebo přechází-li věž přes ohrožené pole, rošádě to nebrání. Celý postup rošády se považuje za jediný tah králem, což je důležité pro pravidlo dotknuto-hráno.

### Napadení krále (šach) a výhra (mat)

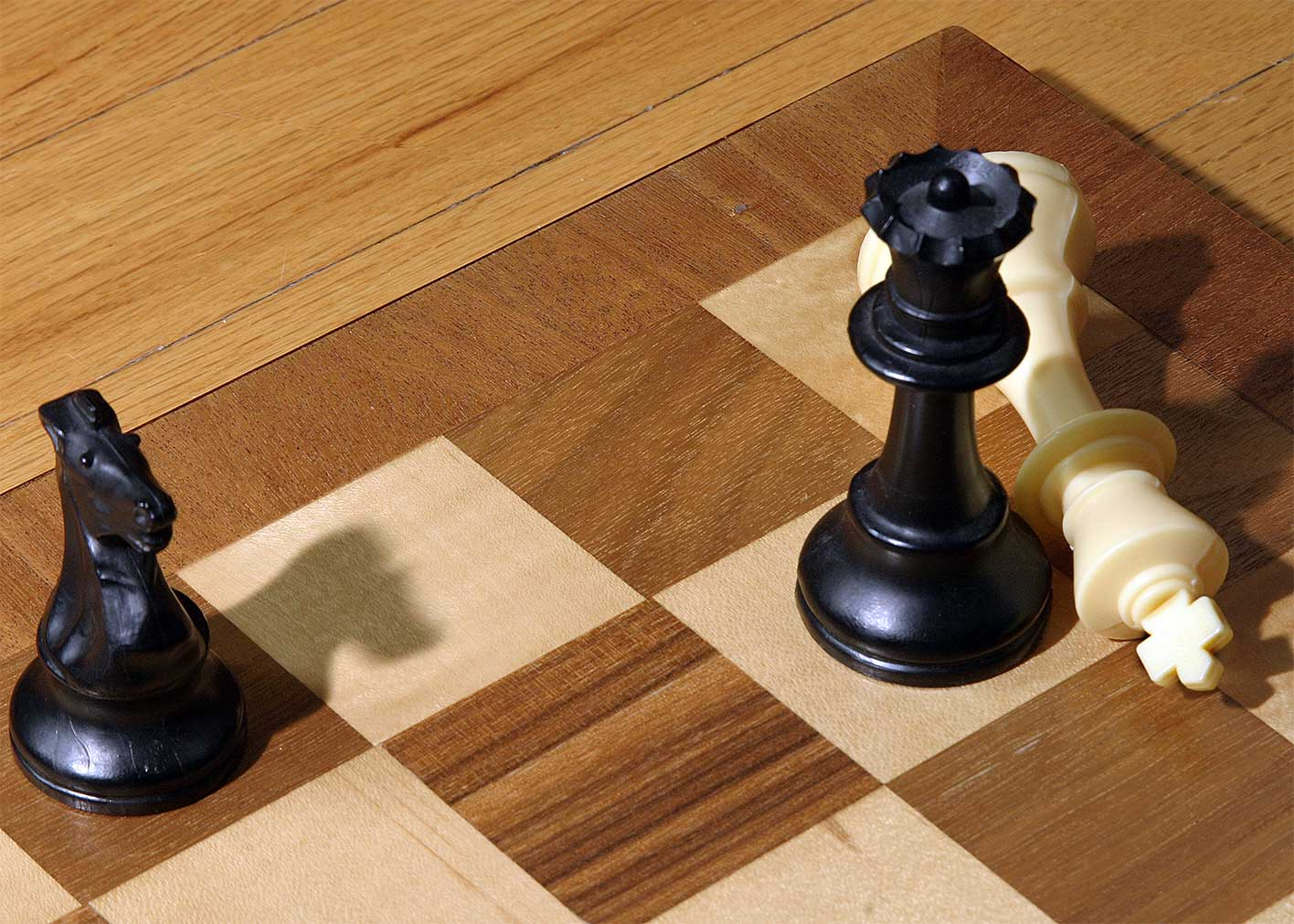
Král je mrtev …šach-mat

Pokud hráč nějakým tahem napadne soupeřova krále, tzn. přesune se tak, že by potenciálně příštím tahem mohl krále brát, říkáme, že soupeřovi dal šach. Pokud taková situace nastane, soupeř je povinen hrát tak, aby tuto hrozbu odvrátil, tzn. jedním z následujících způsobů:
- Táhnout králem na pole, které není napadeno.
- Před krále postavit nějaký kámen tak, aby napadající kámen odvrátil. Tento způsob nelze použít v situaci, kdy soupeř napadá krále svým jezdcem, neboť jezdec se může pohybovat (nebo brát) i přes stínící kameny.
- Napadající kámen sebrat.

Pokud neexistuje žádný takový tah, který by vyhovoval pravidlům, znamená to mat (dříve se používal i složený výraz šach-mat znamenající „šáh (král, panovník) je mrtev“), tzn. konec hry, vítězství hráče, který takto úspěšně soupeřova krále napadl, tedy soupeřovu králi „dal mat“.
Jelikož hráč musí napadeného krále ochránit (nebo hra končí), ve hře nemůže nastat situace, kdy by hráč soupeřova krále sebral.

### Nerozhodná hra (dle pravidel FIDE)
Partie končí tzv. remízou v následujících případech:
- Pat – Hráč na tahu není šachován (jeho král není ohrožen), ale přitom neexistuje platný tah, který by mohl provést.
- Mrtvá pozice – Situace na šachovnici už neumožňuje mat (ani teoreticky, v případě, že by druhý hráč hrál nejhorší možné tahy). Pokud např. oběma hráčům zůstane pouze král, je jasné, že jedním králem nelze druhého krále matovat (v tomto případě dokonce ani šachovat).
- Remíza dohodou – Jeden hráč při nebo po svém tahu nabídne soupeřovi remízu a ten ji přijme (nabídku by měl hráč učinit bezprostředně po tahu a před tím, než přepne hodiny).
- Pravidlo tří stejných pozic – Na šachovnici se nejméně potřetí objevila zcela identická situace (tzn. na tahu je stejný hráč, kameny stejných barev a stejného druhu stojí na stejném místě a mají stejné možnosti táhnout – neliší se ani o možnost rošády nebo braní mimochodem), případně jestliže tuto situaci lze následujícím tahem přivodit, a hráč na tahu na tomto základě remízu reklamuje.
- Pravidlo padesáti tahů – V posledních padesáti tazích nebyl vzat žádný kámen a nebylo taženo pěšcem, a hráč na tahu na tomto základě remízu reklamuje.
- Další možnosti plynou z turnajových pravidel; kupříkladu jestliže hráč překročí časový limit, ale jeho soupeř nedisponuje takovým materiálem, aby mu mohl dát mat (ani teoreticky, v případě, že by hráč hrál nejhorší možné tahy). Pokud dojde k pěti opakování stejných pozic nebo 75 tahům aniž by byl vzat kámen nebo pohnuto pěšcem, hra končí remízou i když ji žádný z hráčů nereklamuje. Naopak pravidla soutěže mohou určit, že se hráči na remíze nesmějí dohodnout, nebo se na ní smějí dohodnout až po určitém počtu tahů.

Dříve se uplatňovalo také pravidlo věčného šachu. Partie skončila remízou, pokud jeden z hráčů (zpravidla slabší) sice nebyl schopen dát mat, ale neustálým napadáním krále donutil soupeře pouze řešit tento šach a neumožnil mu jeho vlastní hru. Dnes je toto pravidlo opuštěno, situaci řeší pravidla tří stejných pozic a padesáti tahů.

### Kapitulace
Hráč může kapitulovat a tím okamžitě ukončit hru uznáním své prohry. Na vyšších úrovních se obvykle nestává, že by partie skončila matem, hráči v jasně prohrané pozici raději kapitulují už dříve. Obvyklým gestem kapitulace je potřesení rukou s oznámením: vyhrál jste, vzdávám se apod., popřípadě položení vlastního krále. Pokud se hraje s hodinami, je srozumitelným signálem i prosté zastavení hodin a potřesení rukou.
Nepřijatelným způsobem kapitulace je smetení figurek ze šachovnice či jejich rozhození po stole. Za obzvlášť hulvátský a nepřijatelný způsob je považováno odejití od partie bez oznámení své kapitulace. Poslední (téměř nepředstavitelná) je možnost, že prohrávající strana nezvládne své nervy a fyzicky soupeře napadne (např. mu doslova „hodí šachovnici na hlavu“). V takovém případě provinilec nejenže prohrává partii, ale je vyloučen z turnaje, přičemž mu jsou obvykle odebrány všechny body, které získal. Zákaz účasti na turnajích zpravidla následuje – tresty se pohybují v řádech roků.
Na nejvyšších úrovních je kontroverzní záležitostí zbytečné protahování partie a odkládání kapitulace už v beznadějných pozicích. Někteří mají sklony to považovat za obdivuhodnou vytrvalost, běžně je to ale vnímáno spíše za urážku a znevažování soupeře, kromě toho se tak silnějšímu soupeři odčerpávají síly do dalších nesnadných partií.

## Turnajová pravidla
Turnajová pravidla se stále zdokonalují. Poslední změna organizací FIDE proběhla roku 2014. Přesto je zřejmé, že nemohou postihnout všechny situace. Pro prosazování pravidel a řešení nesprávností, nestandardních či sporných situací jsou ustanoveni rozhodčí.

### Měření času
V soutěžním šachu je hra limitována časem. Každý z hráčů má svoje vlastní hodiny, které běží jen v době, kdy je na tahu a přemýšlí, soupeřovy hodiny v té době stojí. Existuje mnoho druhů pravidel pro měření šachu. Základními způsoby jsou
- pevně stanovený čas na celou partii,
- čas přidělený na jeden tah (za každý provedený tah se hráči přidává k dispozici čas navíc),
- čas na každých n tahů (např. 2 hodiny na každých 40 tahů).

Šachové hodiny jsou samy o sobě schopné měřit časové limity. Překročení limitu signalizují tzv. praporkem, který se při překročení času otočí (tzv. spadlý praporek). Pokud se tak stane, tak jakmile si toho soupeř (nebo rozhodčí) všimne, hráč, který takto překročil čas, partii prohrál.
V moderním šachu se z důvodů divácké popularity často aplikují poměrně krátké časové limity, tzv. rapid šach a bleskový šach, ve kterých má hráč na celou partii stanovený čas ne větší než 60 minut (v bleskovém šachu maximálně 15 minut, typicky např. 5 minut; v rapid šachu typicky např. 20 minut).
O časovém omezení partií se začalo uvažovat v polovině 19. století, neboť se běžně stávalo, že hráči u partie i usínali, když jejich soupeř neúměrně dlouho přemýšlel nad tahem. Prvním krokem k časové kontrole bylo zavedení přesýpacích hodin roku 1852 na popud článku Howarda Stauntona v Chess Player’s Chronicle, nebylo to však opatření obecně přijaté. Časové omezení partie bylo také použito na turnaji v Londýně roku 1862 z podnětu Georga Webba Medleyho (za dvě hodiny muselo být odehráno dvacet čtyři tahů, přičemž čas byl měřen opět přesýpacími hodinami). Šachové hodiny podobné dnešním byly poprvé použity v Londýně až roku 1883.
V některých případech jako např. při vnějším narušením hry rozhodčí může herní čas jednomu nebo oběma hráčům přidat.

### Dotknuto-taženo
Jakmile se hráč úmyslně dotkne nějakého svého kamene, pak jím v tomto tahu musí táhnout (pokud to pravidla umožňují). Pokud se úmyslně dotkne soupeřova kamene, pak ho musí v tomto tahu brát (pokud to pravidla umožňují). Dotkne-li se nejprve svého krále a potom své věže, musí provést těmito kameny v tomto tahu rošádu (pokud to pravidla umožňují), pokud rošáda možná není, musí provést jiný tah králem, pokud pravidla umožňují alespoň ten. Pokud se nejprve dotkne své věže a potom svého krále, musí provést tah věží (pokud to pravidla umožňují), avšak nikoli rošádu. Jakmile hráč nějaký kámen pustí na cílovém políčku, musí tam tento kámen zůstat (pokud to pravidla umožňují). Pokud není možné provést tah vyžadovaný těmito pravidly (tzv. pravidla dotčeno-taženo), může hráč hrát libovolně.
Kvůli zamezení pochybnostem se celý tah včetně rošády, braní a zmáčknutí hodin provádí jednou rukou.
Pokud chce hráč opravit pozici špatně položeného kamene, musí být na tahu a musí tento úmysl předem ohlásit, např. slovy „opravuji“ nebo „j' adoube“.

### Partiář
V soutěžním šachu (kromě rapid či bleskového šachu) si hráči zaznamenávají provedené tahy do tzv. partiáře podle následující šachové notace.
| Kameny  | Česká značka | Anglická značka | Německá značka | Ruská značka     | Obrázek | Unicode |
| ------- | ------------ | --------------- | -------------- | ---------------- | ------- | ------- |
| král    | K            | K (King)        | K (König)      | Кр (Король)      |         | ♔       |
| dáma    | D            | Q (Queen)       | D (Dame)       | Ф (Ферзь, vezír) |         | ♕       |
| věž     | V            | R (Rook)        | T (Turm)       | Л (Ладья, loď)   |         | ♖       |
| střelec | S            | B (Bishop)      | L (Läufer)     | С (Слон, slon)   |         | ♗       |
| jezdec  | J            | N (Knight)      | S (Springer)   | К (Конь, kůň)    |         | ♘       |
| pěšec   | p            | p (pawn)        | B (Bauer)      | п (пешка)        |         | ♙       |

Značka pro pěšce se obvykle nepoužívá.
- 0–0 — malá rošáda
- 0–0–0 — velká rošáda
- × — braní
- + — šach
- ++ nebo # — mat
- e. p. — braní mimochodem (en passant)
- = — nabídka remízy

Při následném rozboru partie se používají za zápis tahu další značky:
- ! — silný tah
- !! — velmi silný tah
- ? — slabý tah
- ?? — velmi slabý tah, hrubá chyba
- ?! — pochybný tah
- !? — ostrý, dvojsečný tah

Oba hráči jsou povinni do partiáře zaznamenávat své i soupeřovy dokončené tahy, a to co nejčitelněji a nejsrozumitelněji ve svém jazyce, aby partii bylo možné přesně rekonstruovat. Vedením partiáře může hráč pověřit pomocníka. Partiáře musí být neustále viditelné pro rozhodčí ke kontrole správnosti průběhu partie.

### Kontumace partie
Kontumace je započítání partie jako prohrané kvůli hrubému porušení pravidel. Partii prohrává mimo jiné ten, kdo se do časového limitu nedostaví k zahájení partie, u koho se ukáže, že má s sebou zařízení schopné komunikace či analýzy partie, kdo se opakovaně odmítá podřídit pravidlům hry.
Pokud se proviní oba soupeři, partii lze kontumovat oběma soupeřům najednou.

### Body
Za vítězství se v šachu přiděluje (hlavně ve vícezápasových soutěžích) obvykle jeden bod, za remízu 1/2 bodu, za prohru 0 bodů. Výsledek je tedy běžně 1–0 (zvítězil bílý), 0–1 (zvítězil černý) nebo 1/2–1/2 (remíza). Pravidla konkrétní soutěže mohou stanovit i jiné ohodnocení.
Výsledek sehraných ale kontumovaných partií může být výjimečně i 1/2–0, resp. 0–0, pokud např. černý, resp. oba byli v průběhu hry potrestání za nedovolené elektronické zařízení, přičemž bílý v prvním případě neměl materiál na výhru a rozhodčí usoudil, že nikoli podvodem soupeře. U nesehraných kontumovaných partií může být výsledek zapsán např. i +/−, pokud se např. černý nedostavil v čekací době, bílému se ale výhra nesehrané partie nemůže započítat do Elo ratingu.

### Tresty
Rozhodčí může za porušování pravidel a sportovní etikety uložit následující tresty:
- napomenutí
- přidání herního času soupeři trestaného hráče
- odebrání herního času trestanému hráči
- zvýšení bodového zisku soupeře trestaného hráče, ale jen do počtu který lze v dané partii získat (např. zisk ½ bodu zvýšit na celý bod)
- snížení bodového zisku trestaného hráče
- kontumace partie s rozhodnutím o bodovém zisku soupeře
- předem stanovená pokuta
- vyloučení ze soutěže

V nejkřiklavějších případech (jako byl případ Nigalidzeho) může zastřešující organizace hráče následně vyloučit ze všech jí garantovaných soutěží i na delší dobu.